# Bober
Der Bober (polnisch Bóbr; tschechisch Bobr) ist ein linker Nebenfluss der Oder im südwestlichen Polen und nördlichen Tschechien.

## Name
Der Fluss wird 1005 als Pober erstmals schriftlich erwähnt. Der Name leitet sich vom slawischen Wort *bobrь für „Biber“ ab.

## Verlauf

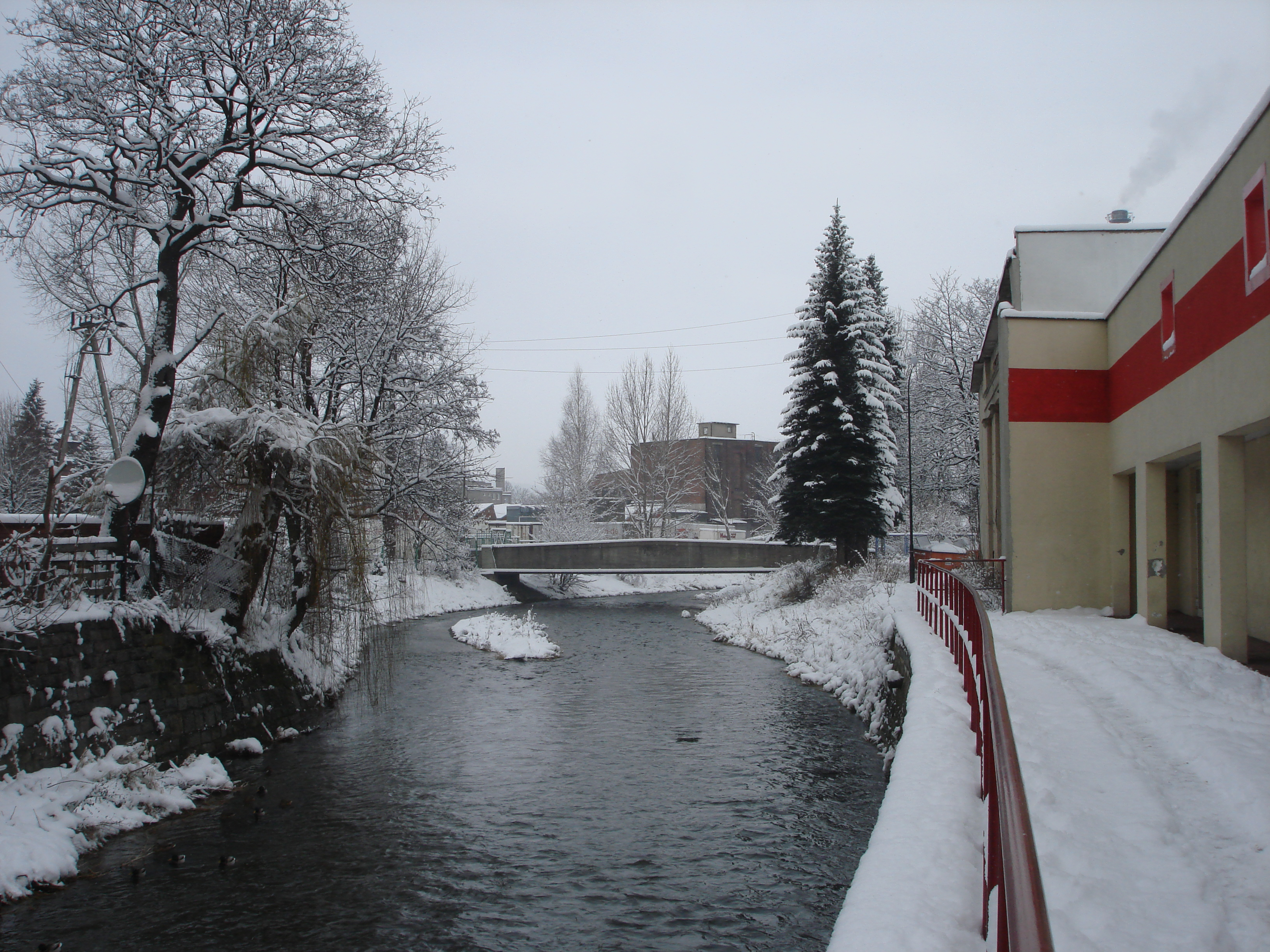
Bober in Kamienna Góra

Der Bober entspringt an der Boberská stráň (Boberlehne) bei Bobr (Bober) in der Nähe von Žacléř (Schatzlar) im tschechischen Teil des Rehorngebirges, nur wenige hundert Meter von der polnischen Grenze entfernt. Er fließt dann insgesamt noch etwa 2,5 km auf tschechischem Gebiet, durch den Ort Bobr und dann weiter auf polnischer Seite etwa parallel zur Lausitzer Neiße durch Schlesien nach Norden und durchquert die Städte Jelenia Góra (Hirschberg im Riesengebirge), Bolesławiec (Bunzlau) mit dem Boberviadukt, Szprotawa (Sprottau) und Żagań (Sagan). Schließlich mündet er bei Krosno Odrzańskie (Crossen an der Oder) in die Oder.
Der Bober ist auf seiner ganzen Länge von 268 Kilometern nicht schiffbar. Er ist bei Kanuten sehr beliebt. Ab Żagań flussabwärts bildet der Bober die Ostgrenze der Niederlausitz.
Der Fluss wird nahe Jelenia Góra mit der Bobertalsperre, einer ab 1903 errichteten Gewichtsstaumauer, angestaut. Das Bauwerk dient dem Hochwasserschutz und der Erzeugung von Elektroenergie (6 Francisturbinen, je 1 bis 3 Megawatt).

## Oder-Bober-Linie
In den Verhandlungen der Alliierten um das künftige Gebiet Deutschlands nach dem Zweiten Weltkrieg wurde von den USA und Großbritannien statt der Oder-Neiße-Linie zuletzt noch die Oder-Bober-Linie (besser: Oder-Bober-Queis-Linie) als deutsche Ostgrenze vorgeschlagen, die auch bis ins 14. Jahrhundert die Ostgrenze des Heiligen Römischen Reichs war. Die Sowjetunion verweigerte aber dazu die Zustimmung.

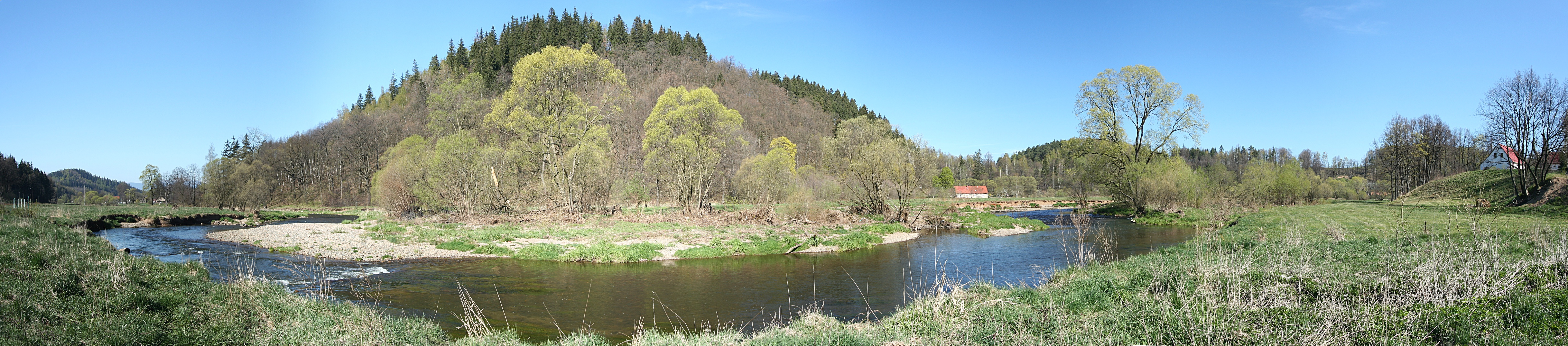
Bober im Hirschberger Tal

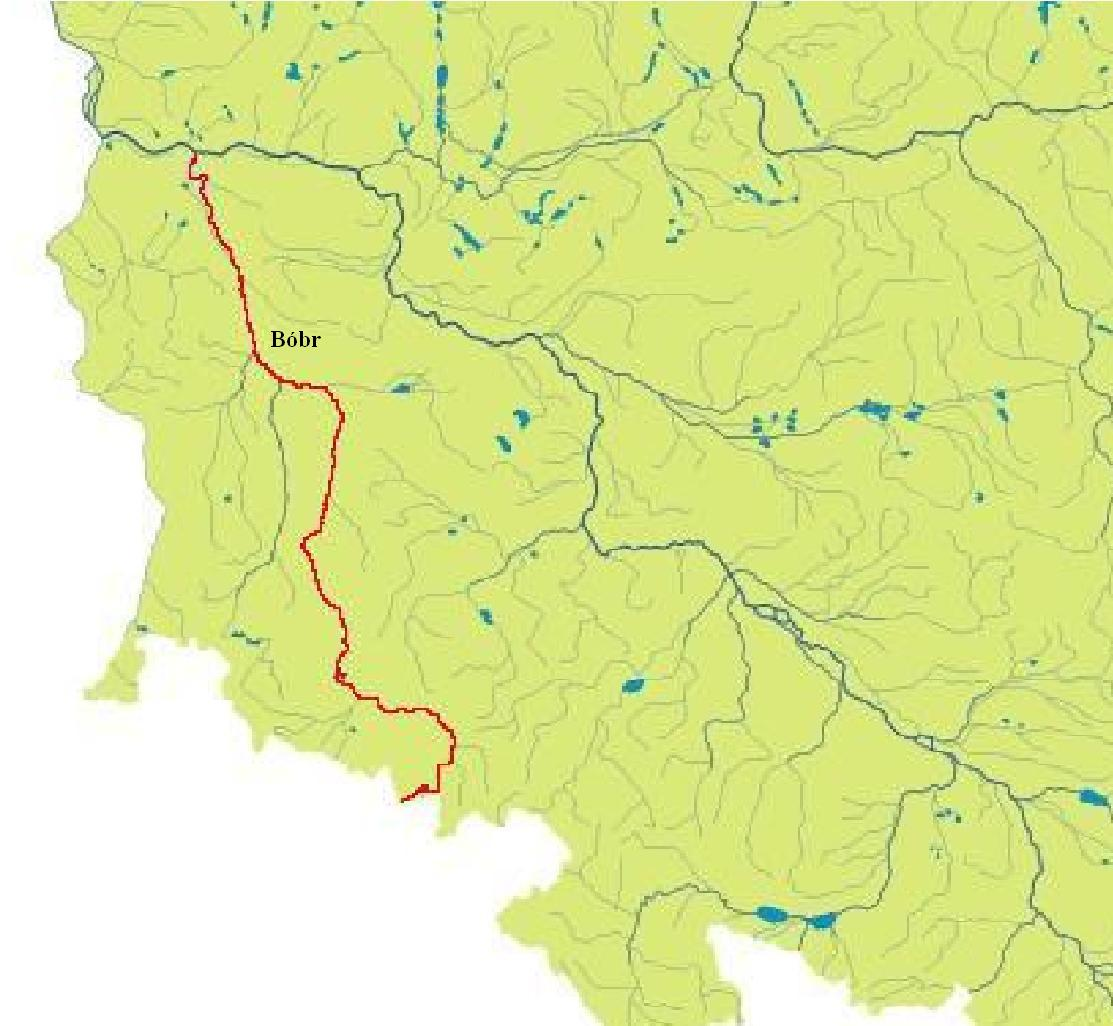
Verlauf des Bober in Polen